# Storstrejken i Sverige 1902
Storstrejken i Sverige 1902 var en politisk strejk i Sverige 15–17 maj 1902, som användes för att få allmän och lika rösträtt till Sveriges riksdags då två kammare.
Ett av argumenten för rösträtt som användes under strejken var värnpliktsreformen från föregående år, med argumentet att när man förväntades att riskera livet för sitt land, skulle man också ha full medborgarrätt.
Omkring 120 000 personer deltog i strejken, som varade 15–17 maj 1902. I vilken mån strejken påskyndade utvecklingen mot allmän rösträtt, som infördes i Sverige först 1919 av en liberal-socialdemokratisk koalitionsregering, är omtvistat bland historikerna.

### Fotnoter
1. ↑  Martin Strandberg (2 juni 2014). ”12 svenska strejker från 1902 och framåt”. Sydsvenskan. http://www.sydsvenskan.se/2014-06-02/12-svenska-strejker-fran-1902-och-framat. Läst 2 december 2016.